# Parnes (Oise)
Parnes is een gemeente in het Franse departement Oise (regio Hauts-de-France) en telt 375 inwoners (2005). De plaats maakt deel uit van het arrondissement Beauvais.

## Geografie
De oppervlakte van Parnes bedraagt 12,2 km², de bevolkingsdichtheid is 30,7 inwoners per km².
De onderstaande kaart toont de ligging van Parnes (Oise) met de belangrijkste infrastructuur en aangrenzende gemeenten.

## Demografie
Onderstaande figuur toont het verloop van het inwonertal (bron: INSEE-tellingen).